# Ctenitis submarginalis
Ctenitis submarginalis är en träjonväxtart som först beskrevs av Georg Heinrich von Langsdorff och Fisch., och fick sitt nu gällande namn av Ren-Chang Ching. Ctenitis submarginalis ingår i släktet Ctenitis och familjen Dryopteridaceae. Utöver nominatformen finns också underarten C. s. caripensis.